# Armando Castaingdebat
Armando Irineo Castaingdebat Colombo (25 de octubre de 1959) es un veterinario y político uruguayo perteneciente al Partido Nacional. Ejerció entre el 4 de marzo de 2024 hasta el 1º de marzo de 2025 como ministro de Defensa Nacional tras la renuncia de Javier García para dedicarse a la campaña electoral, hasta el cese del período de gobierno. Fue viceministro de Desarrollo Social en el gabinete de Luis Lacalle Pou, entre el 1 de marzo de 2020 y el 3 de mayo de 2021.

## Biografía
Graduado como doctor en veterinaria en la Facultad de Veterinaria de la Universidad de la República.

### Actividad política
Milita en el Partido Nacional desde 1988.
En las elecciones municipales de 2005, resultó elegido intendente Walter Echeverría; pero el mismo falleció días antes de asumir. Por tanto, Castaingdebat ingresó en carácter de primer suplente. Ni bien ingresó al Palacio Municipal, solicitó una auditoría sobre la gestión anterior al Tribunal de Cuentas.
Junto con su colega maragato Juan Chiruchi, en el marco del Congreso Nacional de Intendentes se oponen a la nueva Ley de Patentes para Automóviles.
En las elecciones municipales de 2010 fue reelecto intendente.
A inicios de 2012, impedido de una nueva reelección, decide explorar su futuro electoral a nivel partidario. Finalmente, en las Elecciones Nacionales realizadas el 26 de octubre de 2014, resultó elegido diputado por el departamento de Flores y asumió la banca el 15 de febrero de 2015.

El 1 de marzo de 2020, al inicio del mandato del presidente Luis Lacalle Pou, Castaingdebat asumió como subsecretario del MIDES, acompañando al ministro designado Pablo Bartol. Un año después, debió renunciar a su cargo, por asumir como ministro su yerno, Martín Lema.

### Actividad universitaria
Aparte de su militancia partidaria, también participa en la militancia dentro del ámbito universitario. En las últimas Elecciones Universitarias de la Universidad de la República, celebradas el 4 de mayo de 2016, fue elegido como suplente en el Claustro de la Facultad de Veterinaria en el orden de egresados y bajo el lema Corriente Gremial Universitaria - Egresados.

### Actividad deportiva
Entre 1978 y 1987 fue líder del club de fútbol Porongos y miembro del equipo regional Flores. Participó con la selección nacional de estudiantes en la posición de portero en el Mundial Universitario 1979 en México, donde Uruguay logró el subcampeonato mundial. Pudo repetir este éxito con el equipo nacional universitario en la Universiada de 1985 en Kobe. Entre 2000 y 2007 fue secretario de las selecciones nacionales de fútbol juvenil de la asociación uruguaya de fútbol AUF, también a nivel de funcionario en el deporte.
En agosto de 2018, fue nombrado integrante de la Comisión Interventora de la Asociación Uruguaya de Fútbol, conjuntamente con Andrés Scotti y Pedro Bordaberry.